# Hagenthal-le-Haut
 Hagenthal-le-Haut  (en alsacià Oberhàgethàl) és un municipi francès, situat a la regió del Gran Est, al departament de l'Alt Rin. L'any 2006 tenia 561 habitants. Limita amb Hagenthal-le-Bas al nord-est, Leymen al sud-est, Liebenswiller al sud, Bettlach al sud-oest i Folgensbourg al nord-oest.

## Demografia
| 1962 | 1968 | 1975 | 1982 | 1990 | 1999 |
| ---- | ---- | ---- | ---- | ---- | ---- |
| 358  | 365  | 380  | 381  | 428  | 410  |

## Administració
| Període | Identitat      | Partit |
| ------- | -------------- | ------ |
| 2001-   | Bernard Dreyer |        |